# Sophie Germain

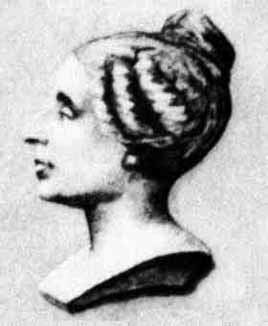
Sophie Germain

Marie-Sophie Germain (* 1. April 1776 in Paris; † 27. Juni 1831 ebenda; gelegentlich wird ihr Todestag auch auf den 26. Juni 1831 datiert) war eine französische Mathematikerin.

## Leben

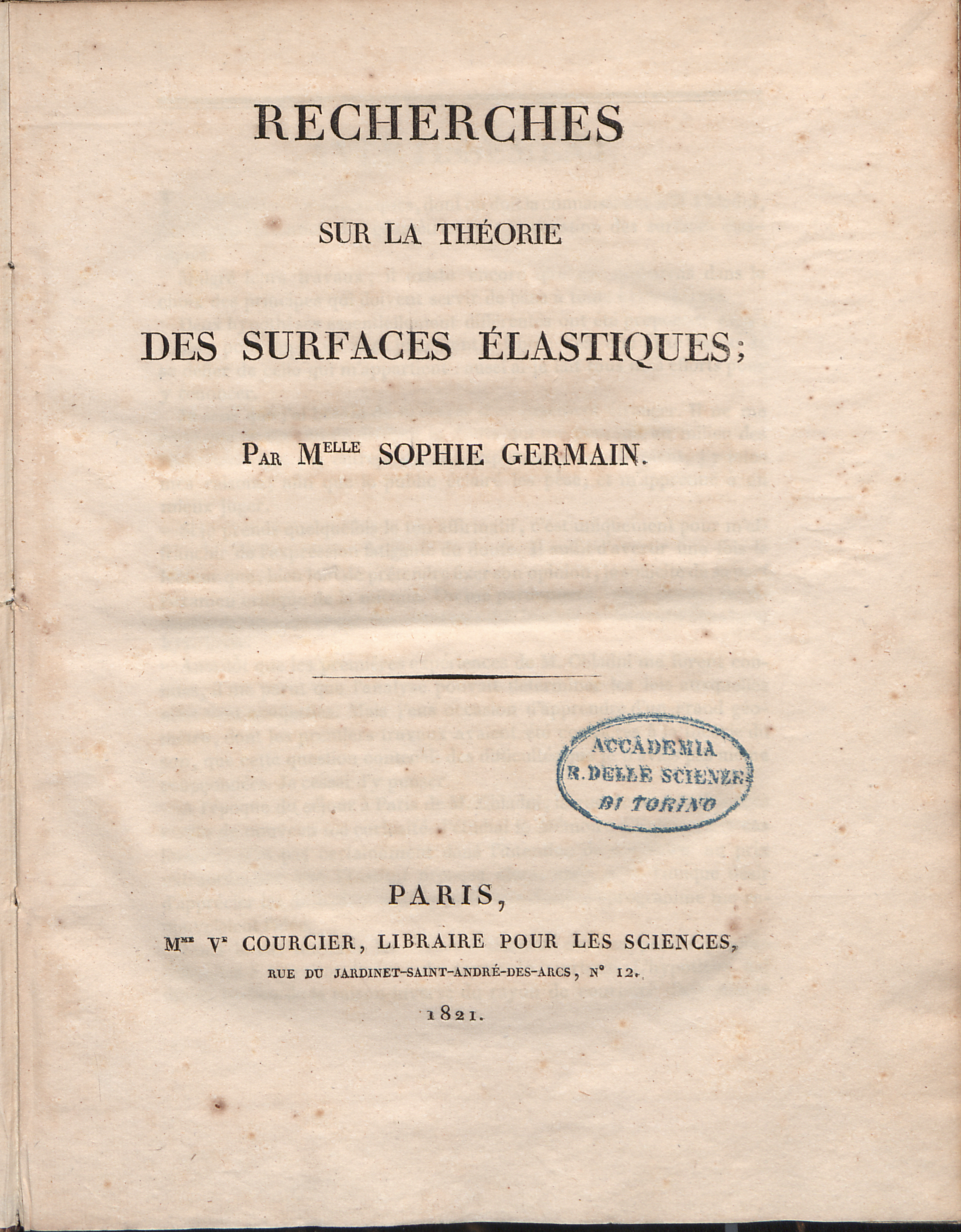
Récherches sur la théorie des surfaces élastiques, 1821

### Jugend
Germain wurde am 1. April 1776 in Paris geboren. Sie wuchs als mittlere von drei Schwestern auf. Ihr Vater Ambroise-François Germain (1726–1821) war ein reicher Textilkaufmann, der aus einer Goldschmiedefamilie stammte und Mitglied der Verfassungsgebenden Versammlung wurde. Die Mutter Marie-Madeleine Germain, geborene Gruguelu (?–1823) förderte die Bildung ihrer Töchter. Das Elternhaus war stark von der Französischen Revolution und ihren Denkern geprägt.
Bereits in ihrer Jugend las Germain – gegen den Willen ihrer Eltern – mathematische Bücher aus der Bibliothek ihres Vaters. Versuche der Eltern, die junge Frau von ihrer Beschäftigung mit der Mathematik abzubringen, etwa indem sie ihren Raum weder beleuchteten noch beheizten, blieben fruchtlos. Mit 13 Jahren lernte sie die lateinische und griechische Sprache im Selbststudium. Dies ermöglichte es ihr später, Arbeiten von Newton, Euler, Laplace, Lagrange und Gauß zu studieren.
Zunächst benötigte sie aber eine mathematische Ausbildung. Dies war nicht einfach, weil damals Frauen keine Universitäten besuchen durften. Deshalb besorgte sie sich vom Studenten Antoine Auguste Le Blanc, der jedoch in der Französischen Revolution starb und somit nicht mehr helfen konnte, Vorlesungsunterlagen der École polytechnique und bildete sich per Selbststudium weiter. Nach seinem Tod nutzte sie seinen Namen, um postalisch ihre Lösungen für gestellte Übungsaufgaben einzusenden und korrigieren zu lassen. Erfreut von der Qualität der eingesandten Lösungen forderte ihr Professor Joseph-Louis Lagrange Le Blanc zu einem Gespräch, zu dem Sophie Germain schließlich erschien und sich erklärte. Lagrange zeigte sich positiv überrascht über die Entdeckung, dass sich der talentierte Student als eine Frau entpuppte, und förderte sie daraufhin offen. Das machte sie in Paris bekannt.

### Mathematische Entdeckungen

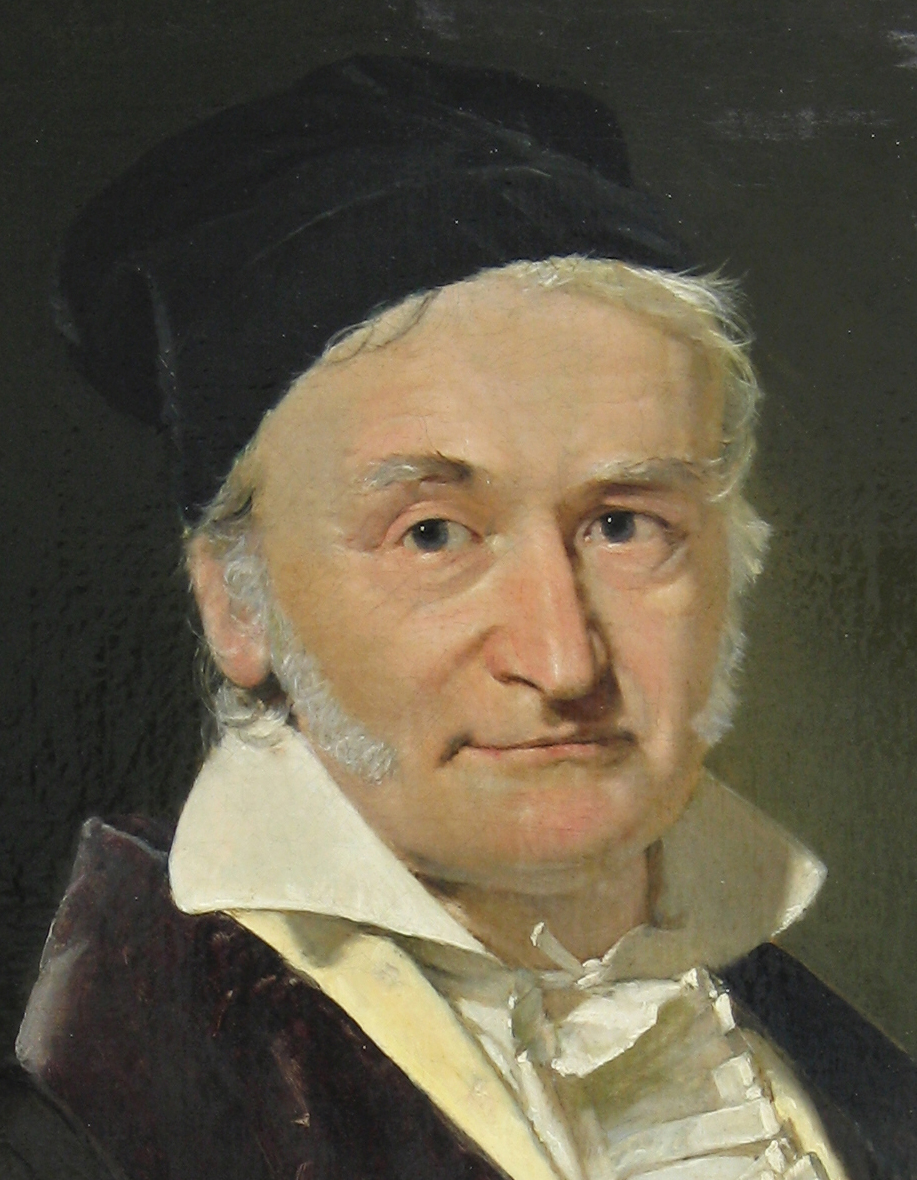
Carl Friedrich Gauß

Nachdem sie sich mit dem Werk der oben genannten Mathematiker beschäftigt hatte, arbeitete Germain an eigener Forschung und präsentierte diese ab 1804 in einem Briefwechsel Carl Friedrich Gauß. Sie verwendete allerdings erneut das Pseudonym Auguste Antoine Le Blanc, weil sie befürchtete, als Frau nicht ernst genommen zu werden. Erst 1807 erfuhr Gauß von ihrer wahren Identität, da sich Sophie Germain anlässlich der französischen Besetzung von Braunschweig 1806 an den französischen Kommandanten General Penetry (einen Freund ihrer Familie) wandte, um sich für die Sicherheit von Gauß zu verwenden.

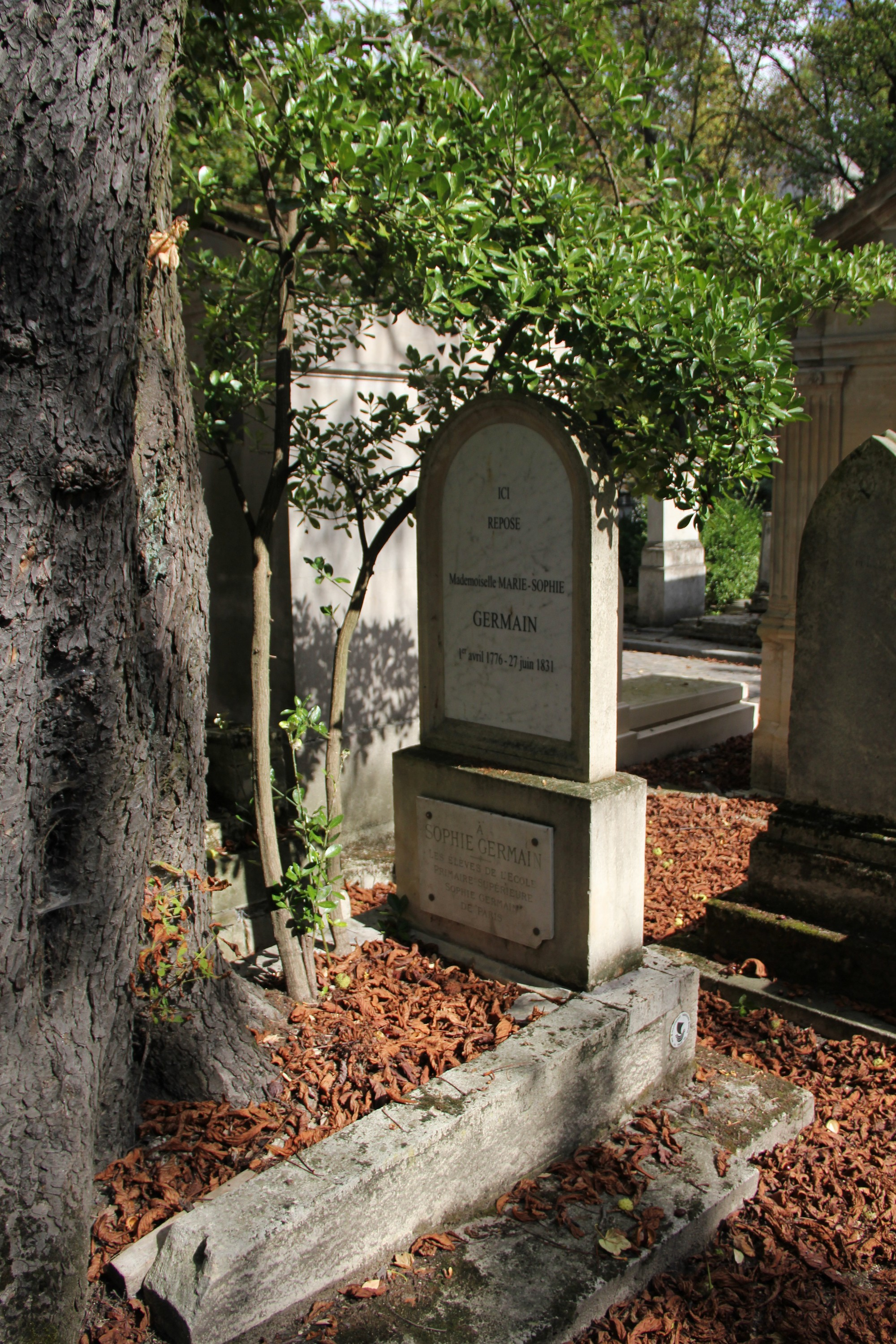
Germains Grab auf dem Friedhof Père-Lachaise

Insbesondere arbeitete Germain am sogenannten Satz von Fermat, der in voller Allgemeinheit erst Ende des 20. Jahrhunderts bewiesen wurde, damals also eine noch unbewiesene Vermutung war. Germain bewies, dass ein Spezialfall dieser Vermutung für eine Reihe von Primzahlen zutrifft, die später Sophie-Germain-Primzahlen genannt wurden.
Ab 1809 beschäftigte sich Sophie Germain anlässlich eines Preisausschreibens der französischen Akademie über die Schwingungen elastischer Platten mit mathematischer Physik, die von den Experimenten (Klangfiguren) von Chladni angeregt war. Das Problem wurde von Lagrange als zu schwierig für die damaligen mathematischen Methoden bezeichnet, er selbst und andere bekannte Mathematiker wie Poisson arbeiteten daran. Auch die Lösung, die Sophie Germain 1811 einreichte, war fehlerbehaftet. Lagrange schlug, durch ihre Arbeit angeregt, eine verbesserte Gleichung vor, die aber weder er selbst noch Germain mit der nötigen mathematischen Strenge ableiten konnten. 1815 wurde Sophie Germain ein Preis in der wieder eröffneten Preisausschreibung der Akademie zuerkannt, sie war aber enttäuscht über die Nicht-Anerkennung ihrer Arbeit durch einige Mathematiker, insbesondere Siméon Denis Poisson, und erschien nicht bei der Preisverleihung. Da Poisson einige ihrer Erkenntnisse in eigenen Publikationen weiterverwendete, entschied Germain 1821, die Arbeit über elastische Oberflächen, für die ihr der Preis verliehen worden war, zu veröffentlichen.
Gauß setzte sich 1831 dafür ein, dass die Universität Göttingen ihr die Ehrendoktorwürde verlieh. Dazu kam es aber nicht mehr, denn Germain starb einige Monate vorher im Alter von 55 Jahren an Brustkrebs.

## Schriften
- Recherches sur la théorie de surfaces élastiques. 1821.
- Bemerkungen zu Wesen, Grenzen und Reichweite der Frage der elastischen Oberflächen. 1826.
- Mémoire sur la courbure des surfaces. 1830.
- Considérations générales sur l’état des sciences et des lettres aux différentes époques de leur culture. 1831 (postum, unvollendet)